# 桐艾府
桐艾府（皇家轉寫：Changwat Trat，泰語發音：[t͡ɕāŋ.wàt tràːt]，又音譯作達叻府）是東泰國的一個府，府都為桐艾市。北面與西面是尖竹汶府，東面與柬埔寨接壤，西南濱臨泰國灣。人口超過22萬，府尹為敬鐵（นาย บุญช่วย เกิดสุคนธ์，Kaenphet Chuangrangsi）。

## 歷史
- 桐艾府始建於大城時代，在1767年，鄭昭突破緬甸侵略軍時，曾在此駐紮海軍，準確復國。
- 在1903年，法國與拉瑪五世簽約，將該府及其它島嶼割讓給法國，以換取法軍撤出莊他武里府。
- 三年後的1906年再簽約，泰國割讓馬德望（柏達芒，Battambang）、辛拉（Samlout）、詩梳風（史鎖蓬，Sisophon）等城市給法國，才取回該府的管轄。
- 華僑愛稱此府為「桐艾府」。

## 地理
- 桐艾府的西南濱暹羅灣，東接柬埔寨，西鄰莊他武里府。
- 桐艾府有許多高山峻嶺，佈滿豐富的森林及地下寶石，南部為沿海平原，海上有50多個大小島嶼，海產豐富，工業多為農產品及海鮮加工廠。

## 行政
桐艾府的行政區共分為7個縣（Amphoe）；又進一步被劃分為38個區（Tambon）及254個村（Muban）。
| \| # \| 中文名 \| 泰文名 \| 英文名 \| \| - \| --------------------------------- \| -------- \| ----------- \| \| 1 \| 桐艾府治县 (達叻府治县) \| เมืองตราด \| Mueang Trat \| \| 2 \| 空艾县（英语：Khlong Yai District） \| คลองใหญ่ \| Khlong Yai \| \| 3 \| 考沙明县（英语：Khao Saming District） \| เขาสมิง \| Khao Saming \| \| 4 \| 博赖县（英语：Bo Rai District） \| บ่อไร่ \| Bo Rai \| \| 5 \| 兰喔县（英语：Laem Ngop District） \| แหลมงอบ \| Laem Ngop \| \| 6 \| 阁骨县 \| เกาะกูด \| Ko Kut \| \| 7 \| 阁昌县 \| เกาะช้าง \| Ko Chang \| |                         |          |             |
| # | 中文名                  | 泰文名   | 英文名      |
| 1 | 桐艾府治县 (達叻府治县) | เมืองตราด | Mueang Trat |
| 2 | 空艾县                  | คลองใหญ่  | Khlong Yai  |
| 3 | 考沙明县                | เขาสมิง   | Khao Saming |
| 4 | 博赖县                  | บ่อไร่     | Bo Rai      |
| 5 | 兰喔县                  | แหลมงอบ  | Laem Ngop   |
| 6 | 阁骨县                  | เกาะกูด   | Ko Kut      |
| 7 | 阁昌县                  | เกาะช้าง  | Ko Chang    |

## 名勝古蹟
- 廉愚碼頭：距桐艾直轄縣市區約17公里，可在此乘船遊覽各島嶼，如大象島、閣咖哪島、閣叻島、閣骨島等。沿途風光優美，另在碼頭有土特產、紀念品出售。
- 拗丹庫海灣：位於閣峬島，此沙灘風光十分優美，適合休閒消遣。
- 閣昌島（大象島）國家公園：它是泰國第四大的海上公園，也是僅次於普吉島的第二大島，位於廉愚縣，面積廣達429平方公里，該島上有「考沙拉碧高山」、「探瑪永大型瀑布」，連泰國君主拉瑪五世、拉瑪六世、拉瑪七世及拉瑪九世都曾來觀光，近年長期有臺灣及香港的水上運動愛好者前來。
- 哈莎割沙灘、哈莎晏沙灘、哈它天沙灘、哈邁路沙灘、哈曼清沙灘：位於318公路約43公里處，為一望無際的美麗沙灘，風平浪靜，有椰林和果園，水清沙白，風景非常美麗，是嬉水的好去處。
- 噠叻坡珠寶市場：位於莫賴縣，分別有「華通市場」、「空喲市場」、「曼農芒市場」、「曼沙艾市場」、「曼噠安市場」等，出售著名的紅寶石，通常只在早上至10時才作交易。
- 哇喲它尼密寺及城隍廟：位於桐艾直轄縣裡，「哇喲它尼密寺」是拉瑪三世在1834年所建之鎮府佛寺，內有精致的佛教故事壁畫。附近有一中國式建築藝術風格的城隍廟，據報由當年駐紮在此地的鄭皇所建造。
- 桐艾府節慶：為紀念1906年3月23日，法國歸還桐艾府給暹羅（泰國），每年均在3月份舉行慶祝盛會。另在每年的5至6月份舉行水果節盛會。